# سیل‌های ۲۰۲۱ اروپا
سیل‌های ۲۰۲۱ اروپا (انگلیسی: 2021 European floods) مجموعه‌ای از جاری شدن سیلاب‌های شدید است که از ۱۴ ژوئیه ۲۰۲۱ آغاز شده است. این سیل‌ها چندین حوضه آبریز را به طور گسترده در آلمان، لوکزامبورگ، هلند، بلژیک تحت تأثیر قرار داده‌اند. خسارت‌ها در آلمان بیش از دیر نقاط بوده و تاکنون دست کم ۸۱ کشته و ۱۶۰۰ زخمی را در پی داشته است.